# 日産・インタースター
インタースター（Interstar ）は、日産自動車が欧州や南米で販売している大型商用車である。ルノーからOEM供給を受けた車種で、ベースはルノー・マスター。

## 初代（2001年 - 2010年）
2000年10月31日に、第34回東京モーターショーでルノー・マスターをベースとした参考出品車、「X-Cargo（エクスカーゴ）」を発表。このモデルが前期型インタースターとエクステリアデザインがほぼ共通となっている。なお、このモデルは日産のCIが旧型のものになっている。その後、2001年に販売が開始された。
2003年にはルノー・マスターと同じくフェイスリフトを行った。
3-9人乗りの貨物車と16人乗りのミニバスがある。ミニバスは、3x4+2x2の配列となっている。
ロールーフ、ミディアムルーフ、ハイルーフの3種類があり、ホールベースもショート、ミディアム、ロングの3種類がある。また、リアドアは観音開き式のみである。
そのほか、キャビンよりも後ろ荷室とした3人乗りのトラック仕様も存在し、ダンプやカーゴ仕様がある。
SHIFT_ワードは欧州におけるキュビスターやプリマスター、および日本の商用車各車種と同じSHIFT_businessであった。

## 2代目（2021年 - 2024年）
2010年9月、ハノーバーモーターショーにてインタースターの後継車種であるNV400が発表された。同年春に新型に切り替わったルノー・マスターおよびオペル・モヴァノ、ボクスホール・モヴァノとは引き続き姉妹車の関係になる。
2021年に車名がインタースターへと戻された。

## 3代目（2024年 - ）
2024年2月7日、3代目を発表。5月14日、欧州で予約受注を開始。
パワートレインはディーゼルとBEVを用意。

## 関連事項
- ルノー・マスター
- 日産・キュビスター
- 日産・プリマスター
- オペル・モヴァノ